# Harduf
Harduf (hebreiska: הרדוף) är en ort i Israel.   Den ligger i distriktet Norra distriktet, i den norra delen av landet. Harduf ligger 213 meter över havet och antalet invånare är 471.
Terrängen runt Harduf är platt norrut, men söderut är den kuperad. Harduf ligger uppe på en höjd.Runt Harduf är det ganska tätbefolkat, med 80 invånare per kvadratkilometer. Närmaste större samhälle är Haifa, 18,4 km väster om Harduf. Trakten runt Harduf består till största delen av jordbruksmark.